# Synaspismós
Pour les articles homonymes, voir SYN.
Le Synaspismós (dont le nom entier en grec Συνασπισμός της Αριστεράς, των Κινημάτων και της Οικολογίας, Synaspismós tīs Aristerás tōn Kinīmátōn kai tīs Oikologías, signifie Coalition de la gauche, des mouvements et de l’écologie, et s’abrège couramment en ΣΥΝ - SYN) est un ancien parti politique grec, qui a existé de 1991 à 2013. Il est devenu en 2004 membre de la Coalition de la gauche radicale (SYRIZA), puis s'est dissous en son sein lors de la transformation de celle-ci en parti politique.

## Histoire du parti

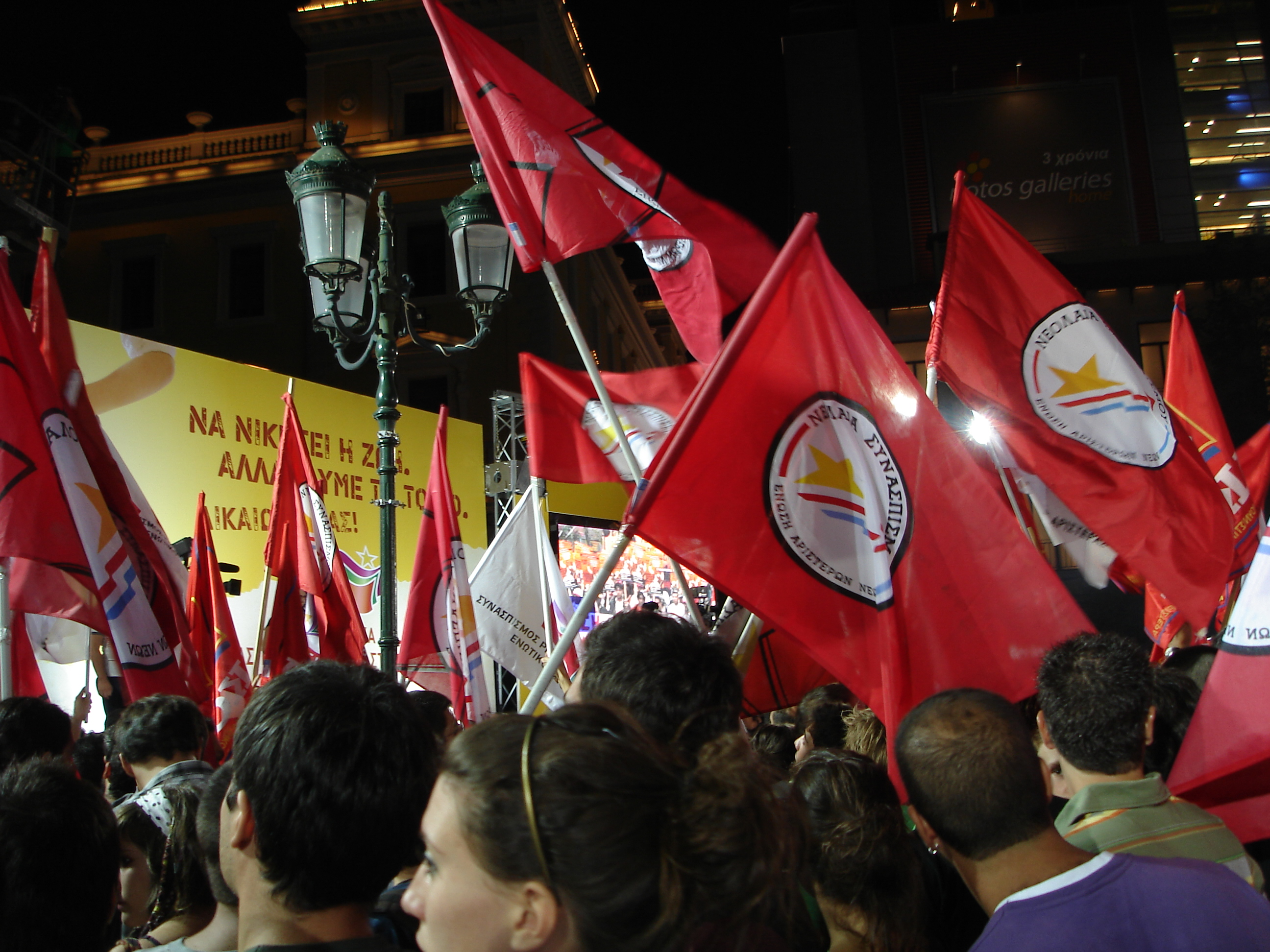
Manifestation des jeunes du Synaspismos en 2007.

Le SYN est l'héritier direct de la coalition formée en vue des législatives de 1989 entre  le Parti communiste de Grèce (KKE, prosoviétique) et sa branche dissidente dite « de l'intérieur », favorable à l'intégration de la Grèce à l'Union européenne. Après la chute de l'Union soviétique, la gauche grecque n'est pas épargnée par la crise profonde qui frappe les formations d'obédience marxiste-léniniste dans le monde entier et l'aile dite « conservatrice » du parti prend la décision d'exclure les « réformateurs » du KKE « de l'intérieur », qui constituaient une part importante des militants et auxquels appartenaient près de 45 % des membres du comité central, dont le secrétaire général du parti de l'époque, Grigóris Farákos (el). Les exclus forment en 1991 un parti désormais totalement indépendant du Parti communiste et reprennent le nom de Synaspismós.
En 1993, le SYN remporte 2,94 % des voix aux législatives, score insuffisant pour obtenir un siège au Parlement. Cet échec a pour effet immédiat la démission de la présidente du parti, María Damanáki.
Un an plus tard, en 1994, le SYN, présidé par Níkos Konstantópoulos, parvient néanmoins à rassembler 6,26 % des suffrages aux élections européennes, ce qui constitue son meilleur score à ce jour.
Aux législatives de 1996, le SYN améliore son score de 1993 en obtenant 5,1 % des voix.
Le parti traverse une crise grave après les législatives de 2000, quand un petit groupe de cadres emmenés par Nikos Bistis se prononcent en faveur d'un rapprochement stratégique avec les sociaux-démocrates du PASOK. Accusant le parti de « virage communiste », Bistis et ses partisans font sécession et fondent une nouvelle formation politique (le Mouvement de réforme et de modernisation de la gauche, abrégé en AEKA), dissoute très rapidement, au moment de l'entrée de son président dans le gouvernement de Konstantínos Simítis.
C'est en reprenant l'expression de « virage communiste » que l'ex-présidente du parti, María Damanáki, rompt avec le SYN en 2003 pour rejoindre les rangs du PASOK.
Aux législatives de 2004, le SYN s'allie avec plusieurs petits partis d'extrême-gauche (trotskystes et maoïstes entre autres) ainsi que du petit Parti écologiste-communiste (AKOA) dont il est proche depuis 2000 dans le cadre de la SYRIZA. Le Synaspismós obtient six députés ce qui crée des tensions dans la coalition, qu'il finit par quitter.
Aux élections européennes de 2004, ces alliances sont néanmoins rompues en raison d'une nouvelle crise interne, résolue par l'élection d'un nouveau président, Alékos Alavános. En novembre 2007, ce dernier annonce qu'il quitte son poste mais conserve la direction de la SYRIZA. Il est remplacé en février 2008 par Aléxis Tsípras.
Face à la crise économique, Synaspismos s'engage dans l'action sociale, orientant en particulier les efforts de ses adhérents vers la constitution de banques solidaires de médicaments.
Afin de pouvoir bénéficier de la prime majoritaire (50 députés en plus de ceux élus à la proportionnelle intégrale) accordée aux partis politiques, et non pas aux coalitions, la nécessité de former un parti unitaire apparaît alors. Le 10 juillet 2013, la nouvelle SYRIZA décide d'une nouvelle organisation en fusionnant ses différentes composantes. Le Synaspismós est alors dissous.

## Résultats électoraux

### Élections parlementaires
| Année      | %     | Mandats  | Rang | Gouvernement             |
| ---------- | ----- | -------- | ---- | ------------------------ |
| 06/1989    | 13,1  | 28 / 300 | 3e   | Opposition               |
| 11/1989    | 11,0  | 21 / 300 | 3e   | Gouvernement Zolótas     |
| 1990       | 10,3  | 19 / 300 | 3e   | Opposition               |
| 1993       | 2,94  | 0 / 300  | 5e   | Opposition et Opposition |
| 1996       | 5,12  | 10 / 300 | 4e   | Opposition               |
| 2000       | 3,20  | 6 / 300  | 4e   | Opposition               |
| 2004[a]    | 3,30  | 1 / 300  |      | Opposition               |
| 2007[a]    | 5,04  | 14 / 300 |      | Opposition               |
| 2009[a]    | 4,60  | 13 / 300 |      | Opposition et Opposition |
| 05/2012[a] | 16,78 | 52 / 300 |      | Opposition               |
| 06/2012[a] | 26,89 | 71 / 300 |      | Opposition               |

- ^ Au sein de SYRIZA.

### Élections européennes
| Année   | Sièges | Voix   | Rang |
| ------- | ------ | ------ | ---- |
| 1989    | 4 / 24 | 14,3 % | 3e   |
| 1994    | 2 / 25 | 6,25 % | 5e   |
| 1999    | 2 / 25 | 5,16 % | 5e   |
| 2004    | 1 / 24 | 4,16 % | 4e   |
| 2009[a] | 1 / 22 | 4,70 % | 5e   |

- ^ Le parti est dans SYRIZA.